# اسپندارهای کوهی
اسپندارهای کوهی (نام علمی: Oreocereus) نام یک سرده از تیره کاکتوسان است.